# Хэндесайд, Харрис Киркланд
Харрис Киркланд Хэндесайд (англ. Harris Kirkland Handasyde; 11 марта 1877 — 24 мая 1935) — шотландский шахматист.

## Биография
Харрис Киркланд Хэндесайд родился в Шотландии в округе Восточний Лотиан. Юность провел в британских колониях в Восточной Африке, где сначала Первой мировой войны служил офицером. Позже продолжил службу на родине. В 1915 году Харрис Киркланд Хэндесайд разделил в чемпионате Шотландии по шахматам 1-е — 3-е место, но не выиграл титул чемпиона в дополнительном турнире. В 1923 году поделил 1-е — 3-е место в чемпионате шахматного клуба Эдинбурга, но снова не завоевал титул чемпиона в дополнительном турнире. В том же году стал победителем на шотландском командном чемпионате по шахматам «Кубок Ричардсона» в составе шахматного клуба Эдинбурга. В 1924 году представлял команду Великобритании на неофициальной шахматной олимпиаде 1924 года. В 1926 году уволился из армии и переехал в Париж. Принимал активное участие в жизни Британского шахматного клуба в Париже, став его первым президентом, и несколько раз участвовал в городских чемпионатах Парижа по шахматам (1925, 1926, 1927, 1930). Умер от сердечного приступа.